# Una pelliccia d'orso vivo
Una pelliccia d'orso vivo (Dumb Bell of the Yukon) è un film del 1946 diretto da Jack King. È un cortometraggio animato della serie Donald Duck, prodotto dalla Walt Disney Productions e uscito negli Stati Uniti il 30 agosto 1946, distribuito dalla RKO Radio Pictures. A partire dagli anni novanta viene distribuito in home video con il titolo Un regalo per Paperina e trasmesso in TV come Paperino e il regalo svanito.

## Trama
Paperina invia a Paperino una lettera, in cui chiede in regalo un cappotto di pelliccia. Paperino rapisce così un orsacchiotto dalla madre dormiente e cerca di impiccarlo, ma il piccolo gli sfugge, e il papero rischia di finire impiccato lui stesso. Intanto la madre dell'orsacchiotto si sveglia e va a casa di Paperino a cercare il figlio. Quando incontra l'orsa, Paperino scappa via e si traveste da orsacchiotto per ingannare l'animale. Il vero orsacchiotto arriva e Paperino cerca di nasconderlo dalla vista della madre. Il piccolo però tira un calcio a Paperino, che perde il travestimento e finisce proiettato contro un mobile. Un vasetto di miele cade addosso a Paperino, così i due orsi, anziché mangiare il papero, si mettono a leccargli il miele.

## Distribuzione

### Edizioni home video

#### VHS
- Serie oro – Il meglio di Disney: i favolosi anni 50 (dicembre 1985)

#### DVD
Il cortometraggio è incluso nel DVD Walt Disney Treasures: Semplicemente Paperino - Vol. 2.